# فال دايموند
فال دايموند (بالإنجليزية: Val Diamond)‏ هي ممثلة أمريكية، ولدت في 1951 في Castro Valley, California ‏ في الولايات المتحدة.

## وصلات خارجية
- فال دايموند على موقع IMDb (الإنجليزية)